# Pneumatische Füllstandmessung
Bei der pneumatischen Füllstandmessung (Einperl-Methode) wird Druckluft über einen dünnen Schlauch oder ein Röhrchen bis zum Boden des flüssigen Mediums eingeperlt; der entstandene Überdruck wird gemessen und entspricht der Flüssigkeitssäule. Es ist ein einfaches und kostengünstiges Verfahren zur hydrostatischen Füllstandmessung. Die Druckdifferenz ist unabhängig von beispielsweise Schaum, Turbulenzen und Kesseleinbauten. 
Bei definiertem Füllstand kann über den Druck auch die Dichte oder die Höhe der Trennschicht gemessen werden. 

## Messprinzip
Luft wird durch ein in ein Medium eingetauchtes Röhrchen eingeführt. Das untere Ende ist am Boden des Messortes (Behälter, Gerinne) oder hat einen festen Abstand dazu. Wenn aus dem Röhrchen kleine Blasen austreten und an die Oberfläche steigen, ist es komplett mit Luft gefüllt. Der Druck der zugeführten Luft ist identisch zum Gegendruck der Wassersäule im Röhrchen. 
Somit ist der Gegendruck ein Maß für den Druck am Boden des Rohrs, der von dem Stand des Mediums erzeugt wird. Dieser hydrostatische Druck in Bezug zum Luftdruck wird von einem Differenzdruckregler ausgewertet. Der hydrostatische Druck kann nach dem Pascal’schen Gesetz berechnet werden:
{\displaystyle p(h)=\rho \cdot g\cdot h}
mit:
p(h) - Hydrostatischer Druck als Funktion der Wasserhöhe; [p] = Pa
g - Ortsfaktor (Fallbeschleunigung); [g] = m/s²
{\displaystyle \rho } - Dichte (Rho) (für Wasser: {\displaystyle \rho } = 1.000 kg/m³); [{\displaystyle \rho }] = kg/m³
h - Höhe der Flüssigkeitssäule; [h] = m, cm oder mm

## Füllstandmessung

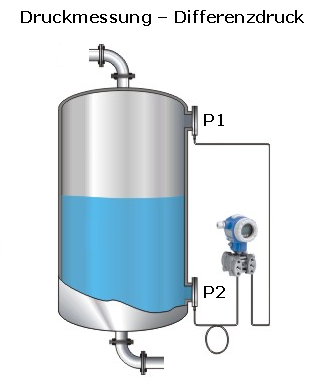
Behälterfüllstand mittels Differenzdruck

Einrohr-Prinzip für offene Behälter: Mit dem Gegendruck wird die Eingangsseite des Meßumformers, ein sogenannter Differenzdruckregler, beaufschlagt, während die Niederdruckseite zur Erdatmosphäre hin offen ist. Somit ist der gemessene Differenzdruck ein Maß für den Flüssigkeitsstand.
Steht der zu messende Behälter unter Druck, muss die Differenz der Drücke an der Flüssigkeitsoberfläche und am Behälterboden gemessen werden, siehe Bild rechts.

## Weitere Messungen

### Durchflussmessung

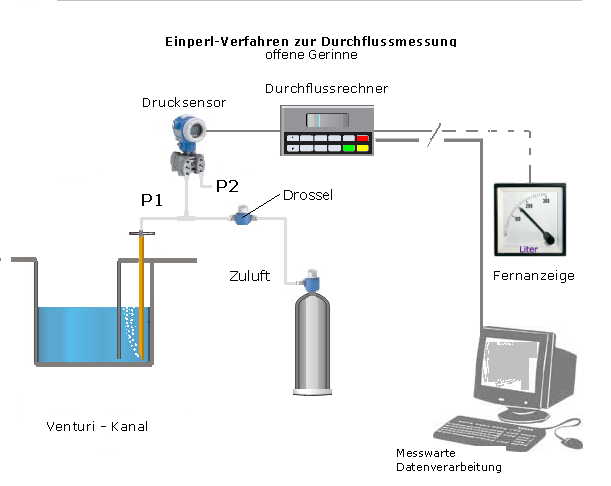
Durchflussmessung Einperl-Methode

Durch eine Füllstandsmessung an einem Kanal definierter Breite kann indirekt der Durchfluss gemessen werden.
Wie beim Füllstand erfolgt die Durchflussmessung mit einem Rohr, der gemessene Differenzdruck wird mit den Kenndaten der Messstelle einem Echtzeit-Durchflussrechner zugeführt der diese Werte verarbeitet und als entsprechende Durchflussmengen ausgibt. Siehe Beispiel: Venturi-Durchflussmessung.

### Messung der Dichte und Trennschicht
Zweirohr-Prinzip: Ist der Stand des Mediums konstant, wie zum Beispiel bei einem kontinuierlichen Überlauf, hat eine Änderung der Mediendichte oder der Trennschicht eine Änderung des Differenzdrucks zur Folge. Somit können mit dem Einperlverfahren auch die Dichte oder bei bekannter Dichte die Größe der Trennschicht gemessen werden. Wenn der Behälterstand schwankt, wird diese Messungen mit zwei Rohren unterschiedlicher Länge, die an entgegengesetzten Seiten des Meßumformers angebracht sind, durchgeführt. Die Trennschicht bezeichnet hier den Schlammpegel oder den Grenzstand zwischen zwei Phasen. 

## Anwendungen
- Kläranlagen
  - Venturi-Durchflussmessung
- Industrie
  - Füllstandmessung
  - Dichtebestimmung
  - Trennschichtmessung
- Wasserwirtschaft
  - offene Gerinne
  - Pegelstände

### Vorteile
- Kostengünstig
- kann zur Füllstandmessung, Durchflussmessung, Dichte- und Trennschichtmessung verwendet werden

### Nachteile
Kann nicht eingesetzt werden wenn
- das Prozessmedium in den Übertragungsleitungen kristallisieren könnte.
- bei Frostgefahr, weil die Pressluftleitung durch Kondensat einfrieren könnte.
- das Prozessmedium aggressiv ist und keinen direkten Kontakt mit dem Messumformer haben darf.
- bedingt hoher Wartungsaufwand, Reinigung der Tauchrohre etc.